# Claudia di Girolamo
Claudia di Girolamo Quesney (Santiago de Chile, 30 de diciembre de 1956) es una actriz, directora de teatro y académica chilena, de ascendencia italiana, que cuenta con una prominente y distinguida trayectoria artística en teatro, cine y televisión. Su significativa presencia mediática se debe también a su consideración como una de las mujeres con mayor protagonismo en la historia de la televisión, y como una de las mejores actrices en su país. Como figura pública, Di Girolamo ha sido citada como una de las personas más poderosas e influyentes en la industria.
Sus primeros años en la industria de la televisión estuvieron marcados por el éxito. A comienzos la década de 1980, los registros de Di Girolamo estuvieron marcados con varias actuaciones aclamadas por la crítica, ocupando los papeles estelares en las telenovelas de Canal 13, entre ellas La madrastra y Los títeres. En la década de 1990, con el regreso de la democracia en su país, se incorporó a Televisión Nacional de Chile, donde dio inicio al período más exitoso de su carrera, encabezando las primeras superproducciones de la historia de la televisión chilena; la Época de oro de las teleseries. A lo largo de su carrera, ha interpretado una amplia variedad de roles, destacándose especialmente por su alta rigurosidad y versatilidad al encarnar papeles en producciones televisivas de gran éxito. Debido a su éxito comercial, ha sido la actriz más rentable entre los intérpretes de televisión durante dos décadas. Hasta finales de la década de 2000, se consolidó como la figura femenina más destacada de la cadena pública.
Di Girolamo ha recibido múltiples distinciones por su destacada labor en las artes escénicas en su país. En 2000 fue elegida como la mejor actriz del milenio por la Fundación Futuro. En 2004, obtuvo el Premio Edward W. Said por su actuación en Los Pincheira, y al año siguiente, fue reconocida por la Federación de Mujeres para la Paz Mundial. En 2006, fue elegida como la mejor actriz chilena de todos los tiempos por Chile Elige, y en 2007, Wikén El Mercurio la nombró la mejor actriz de los primeros cincuenta años de la televisión chilena. También recibió el premio Apes a la Excelencia en teatro. En 2011, su interpretación en Prófugos le valió una nominación al Ninfa de Oro en la 51.ª edición del Festival Internacional de Televisión de Montecarlo. En 2018, fue reconocida por Cadem como una de las Cincuenta Mujeres más influyentes de Chile, y en 2022, recibió nominaciones en los Produ Awards y los Premios Platino por su papel en 42 días en la oscuridad, logrando reconocimiento hispano. En 2025, Cadem la posicionó como la segunda mejor actriz en la historia de Chile, antecedida por Delfina Guzmán, consolidando su estatus como una de las figuras más influyentes y respetadas en el panorama cultural chileno.

## Orígenes
Di Girolamo nació en Santiago, el 30 de diciembre de 1956, en el seno de una familia humilde y religiosa, en general, partidaria devota del sistema italiano, en un entorno artístico. Su padre, Claudio di Girolamo Carlini (n. Italia, 1929-), es un destacado artista plástico, director de teatro y dramaturgo, y su madre, Carmen Quesney Besa (n. Chile, 1923-2020), es una asistente social. Di Girolamo fue la segunda de cinco hijos del matrimonio.
La familia paterna llevaba largo tiempo asentada en L'Aquila —original nombrado «Aquila degli Abruzzi»—. Su abuelo Giulio di Girolamo (1902-1998), se dedicaba a la restauración de pintura al óleo, precisamente el arte barroco, como estilo artístico en Roma, y su abuela, Elvira Carlini (1905-1983), fue una dueña de casa, con dotes de cocina. Su padre Claudio, estudió arquitectura y escenografía en la Academia de Bellas Artes de la Universidad de Roma. Él, junto a sus padres y hermanos escaparon de los horrores de la Segunda Guerra Mundial y emigraron a Chile en 1948. Por su parte, su madre Carmen y su familia materna provenían desde Francia.
La familia paterna desarrolló una prolífica labor pictórica, en diversos proyectos de pinturas religiosas murales para iglesias y edificios públicos tanto en Santiago como en distintas ciudades chilenas. Su abuelo fundó la Academia Di Girolamo, donde impartió clases de pintura, dibujo, historia del arte, anatomía artística y escenografía. Por su parte, su padre trabajó realizando arte, teatro y política, dirigiendo la compañía de teatro Ictus, integró el Consejo Nacional para la Superación de la Extrema Pobreza y fue Jefe de la División de Cultura del Ministerio de Educación en los gobiernos de ideología socialista entre 1994 y 2009. Mientras que su madre, realizó voluntariados y asistencia social en poblaciones de la capital. A su vez, participó activamente en la Vicaría de la Solidaridad, en prestar asistencia social de quienes eran detenidos y sujetos a violaciones de los derechos humanos por parte de agentes del Estado, en plena dictadura de Augusto Pinochet.
Su padre y su abuelo recibieron en 1997, la nacionalidad chilena en especial gracia por el Estado de Chile, en reconocimiento a la valiosa obra artística que han realizado en beneficio a Chile.

## Primeros años y estudios
Di Girolamo creció en Vitacura, por entonces una comuna rural. Desde joven mostró hábitos artísticos, gran diligencia en el trabajo y un cierto interés por la labor de su padre en la compañía de teatro Ictus, siendo estimulante para su formación artística. Desde pequeña, acompañó a su padre al teatro y eso definió aún con más nitidez su vocación: «Bajar las escaleras del teatro y ver a los actores maquillándose era como abrir un libro de cuentos». Cursó estudios de enseñanza secundaria en el Trewhela's School, por entonces situado en Providencia, al suroeste de donde residía su familia. Luego ingresó al Colegio Institución Teresiana de Las Condes, período durante el cual asistió a clases secundarias de órdenes católicas y aprendió inglés e italiano. A pesar de su origen humilde y de su distancia respecto de los privilegiados, siempre se mantuvo alejada de las masas y rechazó la demagogia clasista, al contrario de otros alumnos conservadores de su colegio. Poco después, con tan solo diecisiete años de edad, el término de su educación secundaria fue interrumpida por el golpe de Estado de 1973, que derrocó al gobierno de Salvador Allende.
En 1975, a comienzos de la dictadura militar, decidió ingresar a estudiar teatro en la Facultad de Artes de la Universidad de Chile. Durante tres años estudió y participó en ensayos de obras literarias, cuyos compañeros de reparto eran Rosa Ramírez y Alfredo Castro. Durante su segundo periodo en la universidad, quedó bajo la influencia de la maestría de Liliana Ross. La estructura de la universidad y su sistema de sometimiento a la autoridad eran el modelo social y político revisado por agentes de la dictadura militar. Para di Girolamo, el respeto a la autoridad confería a la persona diversas cualidades que consideraba fundamentales para la formación de un aprendizaje bien organizado: lealtad, disciplina y aprendizaje. «Cuando llegué a la universidad no estaban esos grandes maestros y maestras como Marés González con las que uno quería estudiar —fueron obligados a abandonar el país bajo órdenes y amenazas por parte de agentes del Estado—, esa fue la primera desilusión. Luego fue darse cuenta de que estabas en un ambiente de desconfianza por la intervención de la Dirección de Inteligencia Nacional (DINA) al interior de la universidad». La relevancia que otorgaba a la autoridad, decayó cuando apareció la frustración ante las constantes censuras en los textos de William Shakespeare y otros autores universales.
Di Girolamo abandonó sus estudios en 1977, debido a que esperaba su primera hija, Raffaella, ya que su embarazo fue cuestionado por un maestro de actuación, quien le hizo optar por su carrera o por su embarazo, presión que la estremeció y obligó abandonar su formación luego de haber aprobado todas las asignaturas teóricas y de formación de teatro.
En 2005, estudió literatura y dramaturgia en Barcelona, y en 2008, cursó el seminario de dirección de teatro, dictado por Alfredo Castro y la maestra psicoanalista Francesca Lombardo, en el Centro de Investigación La Memoria.

## Carrera artística

### Inicios
Di Girolamo empezó a actuar desde muy pequeña, al alero de la compañía de teatro Ictus, dirigido por su padre. A sus 19 años, mientras criaba a su hija, buscó un trabajo complementario a sus estudios de actriz, y curiosamente, recibió la invitación del célebre Enrique Noisvander, quien impresionado por su belleza y entusiasmo, la integró al elenco estable de la compañía Los mimos de Noisvander. «Cuando Noisvander me llamó acepté inmediatamente». Debió congelar sus compromisos para dedicarse completamente al trabajo, pues se incorporó a la compañía con funciones diarias durante siete días a la semana. En la compañía protagonizó Educación Seximental (1976), en la que realizó un polémico desnudo, junto a Juan Obilinovic. Las críticas sobre la actuación de di Girolamo fueron muy favorables y después de este éxito recibió un montón de ofertas para actuar en el teatro y en la televisión. Al poco tiempo, optó con continuar en el teatro y formó parte de la agrupación de teatro La Falacia, integrada por varios exalumnos del Teatro de la Universidad de Chile. En la compañía, protagonizó diversos montajes con muy buenas críticas y le permitió hacer una gira por diversas ciudades del país, entre ellas Concepción. Eventualmente, recibió una llamada para protagonizar el cortometraje Mutis, de 1977, dirigido por Benjamín Galemiri.
Poco después de terminar el rodaje, en 1978 el legendario director español José Vilar, vio por primera vez a di Girolamo actuar y acudió a ofrecerle un contrato para participar en diversos teleteatros del programa diario Teatro como en el teatro de Canal 9. Paralelamente continuó trabajando en teatro con la compañía Ictus, junto a su padre y actores como Delfina Guzmán y Nissim Sharim en montajes como ¿Cuántos años tiene un día? de 1979.
En 1979 el director de televisión, Sergio Riesenberg, le ofreció un papel estelar en la segunda versión televisada de Martín Rivas, de la cadena estatal Televisión Nacional de Chile. Compartió crédito con Malú Gatica, Sonia Viveros y Patricio Achurra. Riesenberg quedó satisfecho de la actuación y pensó en ella para participar en su próxima serie aunque todavía la actriz tenía algunas dudas con su permanencia en televisión. En una entrevista dijo: «Recuerdo la cantidad de horas que se invertían en peinados. Patricio Araya era muy minucioso, pero me encantaba porque me gusta mucho disfrazarme». A pesar de la buena experiencia y de tener un buen salario, la actriz no se convencía en hacer televisión. Liliana Ross, señaló: «Claudia no estaba muy contenta con la televisión porque esa época todos los actores éramos muy esnob, teníamos una pose muy intelectual y la televisión era considerada un arte de segunda categoría». En el mismo año, el director de teatro, Gustavo Meza, le dio el papel principal de la obra Cero a la izquierda, ganadora de un Premio APES a la mejor obra dramática. Luego en 1981, obtuvo el papel principal de la obra Tejado de vidrio, junto a Cristián Campos, Mauricio Pesutic y Rodolfo Bravo, dirigidos por Jaime Vadell.
Fue el director de teatro Gustavo Meza y la actriz Jael Unger quienes lograron convencerla en seguir incursionando en televisión. Di Girolamo, que ya tenía a su hija Raffaella, estaba soltera y necesitaba el salario.

"Las lucas me venían bien. La Rafaella estaba pequeña, entonces tener un sueldo era un descanso. Pero igual yo me rebelaba. Para que veas lo paradójica que es la vida: nunca me proyecté haciendo teleseries. Solamente me proyectaba en teatro. Creía que la televisión iba a ser sólo por un rato, pero a esta edad, las teleseries ya son parte de mi vida".
Claudia Di Girólamo

### Década de 1980
El productor Ricardo Miranda, quien se había desligado de la productora Protab, le asignó a di Girolamo ser la protagonista joven de la primera telenovela chilena de Canal 13, La Madrastra (1981) de Arturo Moya Grau, protagonizada por Jael Unger y Walter Kliche. Interpretó a Luna San Lucas, una caprichosa chica de clase alta que no aceptaba a su madrastra, papel que resultó ser una interpretación memorable para el arranque de di Girolamo. El éxito del fenómeno de La Madrastra y del impacto social que significó en Chile, causó que su imagen, de forma recurrente, ocupara las portadas de revistas y diarios nacionales. Con tan sólo 24 años, la fama le llegó repentinamente y su amorío con el actor Cristián Campos traspasó la pantalla, logrando la atención de los medios de comunicación y de la prensa rosa. El director Óscar Rodríguez Gingins, quedó impresionado por lo que vio en di Girolamo, y logró convocarla en su personal de actores permanentes. Pese a esto, durante las grabaciones, la actriz mantuvo varios conflictos con Moya Grau debido el problema de guion que enfrentaba el personaje de Luna. «Con Moya Grau peleábamos mucho. Después de ver la teleserie, llegaba a reclamarme con los textos subrayados y me decía: Claudia, cambiaste esto, esto y esto. ¿Por qué?, me decía bien enojado. Yo le explicaba que la gente joven no hablaba así y el me respondía: Si la vendemos afuera no se va a entender, nadie va a entender lo que decimos. Y él iba y se quejaba con el director Óscar Rodríguez. Entonces el actor Jaime Vadell, me aconsejaba: Claudia, di los textos como están escritos. Son maravillosos así. No hay que cambiarles ni un punto. Ahí empecé a aprender. Entendí que yo tenía que hacer un trabajo interno, que no importaban tanto las palabras, sino cómo las decía», explicó la actriz.
En 1982 participó en la primera versión chilena de la opera rock Jesucristo Superestrella de Andrew Lloyd Webber, encarnando a María Magdalena, y recibió excelentes críticas, lo que le supuso conseguir entrevistas y aparecer en artículos de prensa.
En 1984, di Girolamo protagonizó la telenovela del dramaturgo Sergio Vodanovic, Los títeres, junto a Gloria Münchmeyer. Interpretó a una chica de diecisiete años de edad llamada Artemisa Mykonos, de origen griego que llega a Chile al lado su padre, quien decide invertir en una industria textil de quiebra. En este lugar que recibe bullying por su contraparte, su prima Adriana Godan, interpretada por Munchmeyer. La chica afectada por su trauma adolescente de va del país, 20 años después, regresa como una mujer millonaria con la intención de vengarse de quienes traumatizaron su adolescencia y la convirtieron en una mujer amargada. La telenovela se convirtió en un éxito de taquilla para Canal 13 —sólo superada por la telenovela de Arturo Moya Grau, La Madrastra—, recaudó una alta audiencia vespertina en todo el país, y transformó a di Girolamo en una joven súper estrella de la televisión chilena, con un gran número de fanes, ya sean adolescentes o mujeres jóvenes en general. La producción se grabó en Chile y Ecuador. Es considerada como la mejor telenovela producida en Chile por los críticos de televisión.
En los años siguientes interviene en Ángel Malo encarnando a Lía y Secreto de familia (1986). En esta última interpretó a la heroína Xenia, una hermosa y humilde mujer que ejerce como costurera en la familia Protagónica, compartiendo roles con Walter Kliche, Marés González, Patricia Rivadeneira y Cristián Campos.
En 1987 participa en el remake, La Invitación (1987), —tercera telenovela escrita por Jorge Díaz Saenger para Canal 13—, interpretando a su tercer personaje complejo tras Los Títires y Secreto de familia, encarnando a una mujer que sufre de un parálisis que la obliga permanecer en silla de ruedas tras un ataque ocasionado en la piscina del hotel. En la telenovela comparte créditos con, Walter Kliche, Gloria Munchmeyer, Alejandro Castillo, Paulina García, entre otros. La telenovela funcionó en crítica y comercialmente acaparando altos índices de audiencia.
En 1988, di Girolamo suspende su carrera televisiva para radicarse junto a su marido, el actor Cristián Campos, en Texas, Estados Unidos. Durante la estadía en Texas, nace su último hijo, Pedro. Dejó de ser actriz durante año y medio para ser madre, esposa y dueña de casa, oportunidad que aprovechó para dedicarse a la pintura y el dibujo, afición que tenía abandonada.

### Década de 1990

#### Consolidación en teatro y televisión
La década de 1990 demostró ser la década en que Di Girolamo comenzó a diseñar una carrera televisiva en el que se consolida en el género de las telenovelas. A partir de esta década, se aprecia una alta variedad de registros con un mayor protagonismo en televisión. En 1990 coprotagonizó con los actores Bastián Bodenhöfer y Carolina Arregui la adaptación ¿Te conté?, del dramaturgo brasileño Cassiano Gabus Mendes, dirigida por Óscar Rodríguez. Encarnó a una joven de clase alta que sufre de cleptomanía. La telenovela recibió críticas positivas y fue un éxito para Canal 13. En el mismo año, realizó su debut cinematográfico con un pequeño papel en la película Amelia Lopes O'Neill, escrita por Raúl Ruiz, dirigida por Valeria Sarmiento y protagonizó Dos mujeres en la ciudad, el último filme dirigido por su padre.
Eventualmente, Di Girolamo empezó a tener nuevas incertidumbres en relación con su carrera, decidió romper el contrato con Canal 13 y firmar con Televisión Nacional de Chile, bajo la gestión de la productora Sonia Fuchs, quien le ofrece trabajar con Vicente Sabatini y diversificar sus papeles en telenovelas, marcando un nuevo ciclo de transformación para la actriz y para la televisión estatal tras el regreso de la democracia en la libertad de contenidos. En 1991 Di Girolamo coprotagonizó Volver a Empezar junto a Jael Unger, Alfredo Castro y Francisco Reyes, dirigida por Sabatini. Su personaje es una mujer devota de su hogar que con el regreso de su suegra del exilio político, la hace revelarse ante su conservador marido. La telenovela atrajo cierta controversia, ya que narraba la historia de una exiliada política que regresaba a su país natal tras la caída de un régimen militar de Augusto Pinochet y el posterior monopolio neoliberal en la educación chilena. Recibió una baja audiencia pero que con el paso de los años fue nombrada «telenovela de culto».
En 1992 marcó el inicio de la etapa más exitosa de su carrera, consolidando su presencia en teatro y televisión con papeles principales de gran peso dramático y se repartió diariamente en dos aplaudidas producciones. En televisión se reunió nuevamente en papeles protagónicos con Unger, Reyes y Bodenhöfer en Trampas y Caretas (1992). Interpretó a una mujer que es contratada por una excéntrica millonaria que decide ofrecerle una vida perfecta, si es capaz de enamorar a uno de sus dos hijos. La telenovela se transformó en el primer éxito de la televisión pública en la década derrotando a la exitosa hegemonía de las telenovelas de Canal 13. En este período, la actriz recibió mucha publicidad posteriormente y es citada a menudo como una de la actrices más populares. Más tarde, su éxito continuó en el teatro con el papel de Cordelia en la obra El rey Lear, donde actuó con Héctor Noguera. El papel le dio a Di Girolamo su primera gran aclamación en el teatro por parte de la crítica. El texto de Shakespeare, fue traducido por el antipoeta Nicanor Parra y montado en el Teatro UC, con un gran éxito de crítica y financiera, alcanzó una alta audiencia y posteriormente se catalogó como el mejor montaje de teatro del año. Debido a esto, la revista Qué Pasa tituló en una de sus ediciones «Claudia Di Girolamo una trabajadora con éxito».
Di Girolamo y Reyes aparecieron en pantalla por tercer año consecutivo en Jaque Mate (1993), basada en una telenovela brasileña de Chico de Assis y Walther Negrão, con un intento por repetir el éxito de Brasil. Sin embargo, no hubo tal recurrencia y la telenovela fue un fracaso comercial para TVN y se transformó en el primer y único fracaso de Sabatini en la década. En la producción, la actriz debió dejarse el cabello corto, crespo y de tonalidad oscura para el papel de Isabela Qusney, debido a que su personaje era una mujer fatal. Sin embargo no generó agrado en los críticos y fue impopular en el público, ya que la actriz se le acostumbraba ver en roles de heroína. A pesar de esto, a mediados de año, Di Girolamo encontró el aplauso de la crítica sobre el teatro en El vicio absurdo, encarnando a la escritora inglesa Virginia Woolf. Su papel obtuvo un gran reconocimiento, siendo elogiada por su trabajo en las primeras reseñas, que le dieron atracción principal por otras piezas montadas en el año y recibió una nominación a la mejor actriz de teatro a los Premio APES. Juan Andrés Piña de Mensaje calificó su actuación como «sorprendente, Di Girolamo es capaz de crear y recrear las múltiples voces de Virginia Woolf y desplegar un universo que es otra mirada al alma humana y a la condición femenina». Una reseña de Las Últimas Noticias declaró: «Claudia Di Girolamo efectúa un trabajo impecable en enfatizar cada uno de los matices del personaje».
Tras el fracaso de Jaque Mate, la productora Verónica Saquel incorporó a Di Girolamo en Rompecorazón (1994), basada en una novela brasileña de Cassiano Gabus Mendes, en un intento de Sabatini por repetir el éxito de Trampas y Caretas.86 La telenovela funcionó muy bien y obtuvo buenos resultados de audiencia. Sin embargo, Di Girolamo fue desplazada por la debutante Carolina Fadic, quien se llevó toda atención de los medios de comunicación. Pese a esto, la actriz se opuso ante las críticas y encontró nuevamente el éxito en el teatro, protagonizando junto a Francisco Reyes, la obra El malentendido, dirigida por Rodrigo Pérez.
Luego de sus prominentes papeles en la televisión pública, Di Girolamo protagoniza su mayor desafío en la comedia romántica Estúpido Cupido (1995). El papel de la Hermana Angélica, la joven religiosa que llega en motoneta al pueblo de San Andrés para trabajar como maestra de literatura en una escuela secundaria de niñas, resultó perfecto para la actriz. Su interpretación mantuvo un registro metodológico que comenzó a tomar mayor relevancia en la industria de la televisión. La prensa la catalogó como una actriz «dispuesta a encarnar cualquier rol». Para preparar su personaje, la actriz se tuvo que enclaustrar durante tres días en el Convento de las Carmelitas Descalzas de Viña del Mar. Di Girolamo conquistó a la audiencia y la telenovela se transformó en un éxito de taquilla, recaudando importantes ingresos para TVN y recibió críticas mayormente positivas de los críticos. La actriz obtuvo el TV Grama a la mejor actriz de la temporada, una nominación al Premio APES como la mejor actriz principal y apareció en la encuesta pública de la Fundación Futuro como la actriz más popular del país. Sin embargo, la historia de amor entre una joven religiosa y seductor locutor de radio en la década de 1960, generó diversas críticas por la Iglesia católica. En el mismo año, protagonizó la obra de teatro La catedral de la luz, dirigida por Alfredo Castro.
En 1996 protagonizó la película Mi último hombre, dirigida por Tatiana Gaviola. La película se estrenó el 10 de mayo y recibió una leve aclamación en la 51.ª selección de la Semana de la Crítica del Festival de Cannes.
En 1999 protagonizó uno de los mejores papeles de su carrera en televisión, Catalina Chamorro en La Fiera. El director Vicente Sabatini y el guionista Víctor Carrasco, se confabularon para crear una mítica producción en Dalcahue con una protagonista poco convencional. Di Girolamo interpretó magistralmente a una mujer solitaria de carácter irascible y conflictivo, que trataba de ocultar su lado femenino para no mostrarse frágil en un pueblo liderado por su machista padre. La telenovela se convirtió en la más taquillera del año, recaudó importantes cifras económicas para TVN y el papel de Catalina Chamorro le valió un Premio APES a la mejor actriz de televisión, un Premio TV Grama a la mejor actriz de la temporada, obtuvo una nominación a un Premio Altazor y se alzó como la mejor actriz de su país. A mediados de año, DI Girolamo manifestó su deseo de interpretar a Fedra (Racine), mientras Rodrigo Pérez estaba llevando a cabo la búsqueda de la actriz que interpretaría el papel, le ofreció el rol principal en la obra. En la obra, compartió créditos con Marés González, quien retomaba su labor en teatro, junto con el debutante Ricardo Fernández.

### Década de 2000

#### Éxitos y consagración en televisión
Después de más de 20 papeles en televisión, el rol de la próspera y alegre Jovanka Antich, una gitana que regresa a Mejillones para reencontrarse con su padre, su tribu y un antiguo amor en Romané, dirigida por Vicente Sabatini, le dio a Di Girolamo su primera gran aclamación por parte de la crítica. La telenovela fue un éxito y la caracterización a cargo de la actriz ganó los elogios de la audiencia. El guionista Alejandro Cabrera, escribió la historia y el personaje de Di Girolamo en inspiración de la obra La visita de la anciana dama del escritor suizo Friedrich Dürrenmatt. Su emocionalmente dramática interpretación y su aparente dominio del acento gitano ganaron el aplauso de la crítica y una nominación en los premios Altazor. La telenovela batió récords de audiencia durante su el primer semestre, siendo la producción más taquillera de ese año y batió récords de mayor recaudación para TVN. En la telenovela, compartió créditos con Francisco Reyes, Francisco Melo, Marés González, Héctor Noguera, Francisca Imboden, Amparo Noguera y Antonia Zegers.
Luego del éxito de Romané, encarnó a la sindicalista y sufrida Inés Clark y al correcto Dr. Florencio Aguirre en Pampa Ilusión. La actriz se cortó el cabello en el primer capítulo y fuera de pantalla trabajó con un fonoaudiólogo para llegar al tono grave de Florencio, no era tarea fácil, pues no interpretaba a un hombre, sino a una mujer que fingía serlo. Asimismo, estudió junto médico cirujano y diabetólogo, Manuel García de los Ríos —Premio Nacional de Medicina—, con quien logró un conocimiento sobre la enfermedad de diabétes para fortalecer el contenido del personaje de Florencio. Su doble interpretación la hizo ganadora de un Premio APES y una nominación al premio Altazor en la categoría de «Mejor Actriz». Además su personaje junto al de la actriz Amparo Noguera, acapararon varias portadas de diarios de espectáculos, por la primera escena de un beso con una persona del mismo género en televisión abierta. El diario Las Últimas Noticias tituló «El beso de año» cuatro páginas sobre el episodio.
En 2002 protagoniza El circo de las Montini junto a Delfina Guzmán y Francisco Melo.
En 2004, interpretó a Marwa Abu Kassem, una matriarca de una familia árabe en Los Pincheira, compartiendo elenco con Francisco Melo y Blanca Lewin, entre otros. Su personaje mantuvo un increíble dominio en el idioma correspondiente, pero para lograr esto, debió tomar clases de árabe para aprender a hablar. Di Girolamo fue nominada a un premio Altazor a la Mejor Actriz en televisión. La actriz recibió el Premio Edward W. Said de la Fundación Palestina Belén 2000 por su contribución al país al personificar magistralmente a una madre árabe en Los Pincheira.
En el mismo año, protagonizó el drama Ídolos, interpretando a Isabel Segovia, una mujer insegura y carente de afecto que busca refugio en el alcohol y los antidepresivos. Ante su rol, la actriz dijo: «[...] me encanta representar a una mujer que es políticamente incorrecta, me parece maravilloso que no sea una madre y esposa ejemplar». Isabel es una mujer que está desesperada, viviendo su pasión y sus pérdidas de manera tan desencantada". En el drama la actriz tuvo fuertes escenas eróticas con el actor Álvaro Espinoza, quien interpretaba a su yerno y amante. Paralelamente protagonizó la obra de teatro Psicosis 4:48 de Sarah Kane, dirigida por Alfredo Castro. Esta interpretación fue halagada por el público y fue nominada por segunda vez en el año un premio Altazor a la mejor actriz, pero esta ocasión, por teatro.
Di Girolamo era la estrella más rentable de TVN, poseía un exclusivo contrato de cuatro años con derecho a ser renovado y recibía los papeles protagónicos femeninos más importantes, a tal punto que comenzó a ser llamada «la diva de las teleseries».

#### Papeles de carácter e imagen consagrada
Durante el inicio de su etapa madura, su imagen fue tratada con más cuidado y, a pesar de que continuó interpretando papeles de carácter, a menudo fue filmada con primeros planos que resaltaba su bello físico que tenía a los 50 años de edad. Esto le permitió ser rostro publicitario la cadena Almacenes París, junto a la modelo Tonka Tomicic. Por otro lado, en esta parte, la prensa comenzó desatar una rivalidad televisiva con Carolina Arregui, con quien competía por el protagonismo de la televisión, siendo Di Girolamo quien se llevaba la crítica, la popularidad y las preferencias a su favor.
En 2006 Televisión Nacional estaba ansiosa por reunir a Reyes y Di Girolamo en una telenovela y preparó Cómplices, descrita como novela moderna por el público. Di Girolamo interpretó a Soledad Méndez, una sofisticada estafadora que planea una vida ficticia para apoderarse de la fortuna de un excéntrico y multimillonario estadounidense que regresa a Chile para conocer a su familia biológica. Por su actuación, recibió un sinnúmero de elogios de la crítica, diversos premios por su popularidad y una nominación al Premio Altazor —la actriz con más nominaciones en hasta ese entonces—. Cómplices recibió críticas positivas y fue un éxito de taquilla en la audiencia, lo que confirmó la popularidad del dúo Reyes-Di Girolamo. La producción generó altos ingresos económicos para Televisión Nacional y convirtiéndose en la producción más exitosa del año por sobre las producciones de Canal 13. Es la telenovela chilena con mayor adaptaciones y exhibiciones en América Latina, Asia y Europa. Di Girolamo se posicionó como la «mejor actriz chilena de todos los tiempos» tras una votación popular en el programa bibliográfico Chile Elige de Televisión Nacional. A mediados de año, se subió al teatro y encarnó a la hermana mayor de Roberto Zucco (1988), del dramaturgo francés Bernard-Marie Koltès, junto con Néstor Cantillana. En esta obra compartió el escenario por primera vez con su hijo Antonio Campos.
En 2007 obtuvo el papel protagonista de la serie Cárcel de mujeres, donde interpretó a una periodista enviada a prisión por el presunto homicidio de su marido, interpretado por Francisco Melo. Gracias a este trabajo, Di Girolamo obtuvo gran reconocimiento por su actuación y fue invitada por Felipe Camiroaga al programa estelar Animal nocturno, donde la actriz sostuvo que: «el papel de presa es lo más crudo que he hecho en televisión». La serie fue un gran éxito y renovó la popularidad de su elenco, también integrado por Paulina García y Paula Zúñiga. Luego del éxito, la serie obtuvo una segunda temporada, en la cual Sigrid Alegría fue elegida en el papel principal en el segundo ciclo de la serie ante la ausencia de Di Girolamo. En octubre protagonizó la película Radio Corazón, de Roberto Artiagoitía, en donde interpretó a una lesbiana madura que se enamora de su joven nuera, interpretada por la actriz argentina Juana Viale. «Siento que es un relato fiel de nosotros y el tratamiento que el Rumpy le dio a la película es muy parecido al realismo de la radio». El noviembre, encarnó a Hedda Gabler (1891), del dramaturgo noruego Henrik Ibsen, dirigida por Víctor Carrasco. Encarnó de manera excepcional a Hedda Gabler, logrando una gran recepción pública, como unos de los mejores roles de la actriz en el teatro. La actriz explicó: «es una obra que me tenía obsesionada desde la escuela».
Los críticos de El Mercurio y La Segunda, junto a los directores ejecutivos de las cadenas TVN, Canal 13, Mega y Chilevisión, eligieron a Di Girolamo como la «mejor actriz en los primeros cincuenta años de la televisión chilena» publicado en la edición especial de la Revista Wikén. Jaime de Aguirre, director ejecutivo de Chilevisión, argumentó: «Con la cantidad de papeles de heroína que ha hecho Claudia Di Girolamo, desde que empezó hasta a la fecha, no ha dejado de conmover al público». Paralelamente, recibió una mención honrosa en la entrega de los Premio APES por la excelencia de su labor en el teatro, junto a Juan Radrigán, Alejandro Sieveking, Rosa Ramírez y el Teatro Ictus.
En 2008 protagonizó junto a Alfredo Castro la comedia Viuda alegre, interpretando a una viuda de clase alta que contrae matrimonio por quinta vez. Por su papel recibió un Premio APES a la mejor actriz de televisión. Sin embargo, recibió críticas mixtas por parte de la crítica y no logró éxito el taquilla como sus anteriores telenovelas. El portal Fotech publicó que «ella puede hacer lo que se le dé la gana y parece que la gente siempre la va a querer». En abril del mismo año, protagonizó la miniserie de época Paz, basada en La Guerra del Pacífico, en el rol de una desgarradora madre de un aristocrático joven soldado, interpretado por Diego Casanueva. En agosto protagonizó la obra Las Brutas de Juan Radrigán, con favorables críticas a su actuación y se catalogó como una de las mejores obras de la temporada. El diario La Segunda publicó que «tiene gran logro actoral para obra indispensable de creciente conmoción». Mientras que Pedro Labra de El Mercurio tituló de «Excepcional y devastadora Di Girolamo». En octubre protagonizó el filme Secretos (2008), dirigida por Valeria Sarmiento. Secretos es la primera película chilena que tiene una versión con subtítulos en español para sordos y personas con discapacidad auditivos.

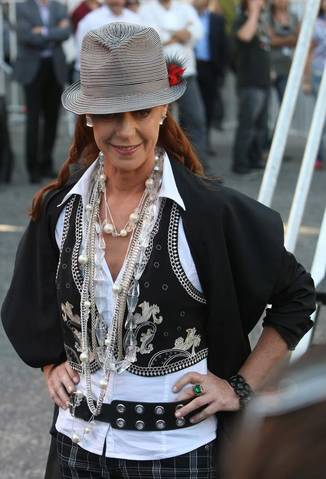
Claudia Di Girolamo en 2009.

En 2009 protagonizó la comedia Los exitosos Pells, junto a Ricardo Fernández y Luz Valdivieso. Después del estreno de Los exitosos Pells, TVN decide desvincular a Vicente Sabatini —Gerente de programación y pareja de la actriz—, decisión que impacta e indigna a Di Girolamo. «Me parece que fue extremadamente violento. Impacta muchísimo no sólo entre los actores sino que en todo el equipo técnico de las telenovela. Hablo de una sensación de consternación general que sigue hasta hoy. Ha pasado algo muy grave que no se puede minimizar». Ante su descontento público, la cadena buscó una forma de retenerla, ante su solicitud de término anticipado de contrato, se le ofreció protagonizar una nueva versión de La Quintrala. Dada la posibilidad de que eligiera su próximo proyecto, Di Girolamo optó por negociar la clausura del término adelantado de su contrato estimado en $300 000 000. Antes del acuerdo de salida entre la actriz y los ejecutivos, TVN le pidió que filmara Conde Vrolok (2009), donde su papel es el de una mujer abnegada de un general de ejército, que sufre un cambio cuando la convierten en vampiro caníbal. La telenovela significó un éxito, los críticos elogiaron la transformación del personaje de la actriz. El sitio Actriz Chilena calificó el titular: «Di Girolamo se corona como la más despiadada asesina de las teleseries».
El mismo año encarnó a Orlando, obra homónima de 1928, de la dramaturga británica Virginia Woolf. Juan Andrés Piña de El Mercurio calificó su actuación como «sobrio, contenido, lejano a cualquier estridencia. Di Girolamo en una ascendente e intensa introspección dramática. Uno de los estrenos destacados del año». Mientras que el director, declaró en Revista Paula: «Claudia Di Girolamo en una actuación soberbia».

### Década de 2010

#### Papeles maduros
Conde Vrolok fue la última telenovela con la que Di Girolamo completó su contrato con TVN, con la libertad de escoger sus propios proyectos. En enero de 2010, firmó un contrato de exclusividad con HBO Latin America para filmar Prófugos, bajo dirección de Pablo Larraín y Jonathan Jakubowicz. El argumento, en el cual Di Girolamo colaboró, narra la operación de un cuartel de narcotráfico que desata una frenética persecución político-policial. En el drama la actriz interpretó a Kika Ferragut, la líder del principal cuartel narcotraficante que desde la prisión guía la operación de la banda. Di Girolamo fue elogiada por su trabajo y recibió una nominación a la Mejor Actriz en Drama en la 52 versión del Festival Internacional de Televisión de Mónaco, compitiendo a su vez con Julianna Margulies, Kelly Macdonald y Juliette Lewis. Debido al éxito, la serie tuvo una segunda temporada estrenada en 2013, donde Di Girolamo hizo una participación especial. En 2016 la serie se posicionó el lugar 20 de las mejores series de la cadena HBO.
En enero de 2011 colaboró con Raúl Ruiz en Amledi, el tonto, basada en la tragedia Hamlet, de William Shakespeare. Esta fue la última obra de teatro escrita y dirigida por el cineasta. Interpretó a la Reina Madre y se estrenó en enero de 2011 en el Festival Santiago a Mil.
Con su reputación en un nivel muy alta, la cadena Chilevisión le ofreció un exclusivo contrato, de más de $15 000 000 de pesos, para protagonizar el drama de época La Doña (2011), una versión libre de la biografía de La Quintrala. Convencida de que era la indicada para ejecutar el papel, el director Vicente Sabatini insistió en que el papel fuera para ella. La actriz se trasladó a la localidad de Casablanca y encarnó a Catalina de los Ríos y Lisperguer, una cruel terrateniente poseedora de una larga cabellera rojiza y montada sobre un corcel negro. Sabatini, declaró: «su estética simboliza oficialmente la crueldad, pero también encarna una voluntad indomable y fuerza femenina en tiempos donde las mujeres no tenían opinión y poder». Fue elogiada por su trabajo en las primeras reseñas. En una de las escenas, debió grabar escenas de sexo con los actores Ricardo Fernández y Felipe Contreras, motivo por el cual el director propuso no contratar una doble. Di Girolamo aceptó y realizó ella misma las escenas de desnudos, que le provocó de un cuestionamiento público al ver a la madura actriz con un buen estado físico.
En noviembre, colaboró con Alfredo Castro en la obra Casa de muñecas de Henrik Ibsen, junto a Amparo Noguera. También dirigió en la ribera del Río Mapocho la obra Soy tumba (2011), primera parte de una trilogía escrita por la misma Di Girolamo, en términos dramaturgos, basada en la dictadura militar de 1973, que usa como eje principal la obra. Di Girolamo sostuvo: «el río siempre ha sido un lugar de desecho y desastre, donde aún vive gente y donde se lanzaron cuerpos en la dictadura. También es el Mapocho donde madres han tirado a sus hijos y personas se han suicidado».
En 2013 Di Girolamo dirigió a Francisca Gavilán, Marcela Salinas y Gabriela Hernández en Mina Antipersonal, segunda parte de su trilogía Sobrevivientes. La obra fue ovacionada en Villa Grimaldi y en el Centro Cultural Matucana 100. Acerca de su obra, Di Girolamo comentó: «A mí me interesa mucho ser un aporte en el teatro, sobre todo a la reflexión social». En julio del mismo año, protagonizó junto a Sergio Hernández, la obra El mar en la muralla de Luis Alberto Heiremans, dirigida por su hijo Antonio Campos, en el Centro Mori Bellavista. El éxito de la obra la llevó a presentar a las semanas siguientes, una función en la 6ª jornada del ciclo Quilpué es Teatro, con más de 600 espectadores. Por su papel, consiguió su sexta candidatura al Premio Altazor. En septiembre profundizó la crisis existencial de una diva de la actuación la obra Trovarsi de Luigi Pirandello (2013), dirigida por Aliocha de la Sotta, en el Centro GAM. «No es fácil meterse en la psicología y en la psicosis de los actores», sostuvo la actriz ante el personaje protagónico. El 11 de septiembre Di Girolamo y Rodrigo Pérez dirigieron Aquí están, una exposición escénica y testimonial en conmemoración de los cuarenta años de las víctimas del Golpe militar de 1973 en el Museo de la Memoria y los Derechos Humanos. La pieza tuvo la intervención de familiares de las víctimas, treinta actores de teatro y una asistencia de más de 2000 personas.
En 2014 protagonizó junto a Francisca Lewin, la comedia Las 2 Carolinas, dirigida por Vicente Sabatini, basada en la novela estadounidense, de Lauren Weisberger. Ambientada entre la moda y la clase social, la telenovela cuenta sobre inserción laboral y la discriminación sociocultural, la cual se muestra en una chica que al salir de la universidad que no logra conseguir trabajo por sus orígenes. La actriz encarnó a la sofisticada y refinada dueña de la tienda de modas. «Es una mujer que tiene aristas bastante profundas, dolores que había que sacar a flote». En mayo del mismo año, dirigió la obra La anarquista, de David Mamet en Teatro UC, protagonizada por Paulina García y Coca Guazzini. «Me interesa poner en escena el conflicto de las crisis ideológicas que, hoy día, estamos viviendo como sociedad», declaró la actriz.

#### Desaceleración en televisión y resurgimiento en teatro
En 2015 regresó a Televisión Nacional de Chile para protagonizar la comedia de Verónica Saquel, Matriarcas, que fue escrita y pensada en la actriz. Los críticos fueron poco entusiastas sobre la producción pero con la popularidad de Di Girolamo en alto, las expectativas fueron aún más altas al reencontrarse con Francisco Reyes, tras nueve años de Cómplices. Las ansias de Saquel en reunir a la pareja de actores cautivó a TVN, ofreciendo a la actriz un exclusivo contrato por dos años. En el reparto se reunió con Gloria Münchmeyer, con quien no había trabajado en televisión desde ¿Te conté? de 1990. Recibió una gran acogida por parte de las redes sociales y una negativa acogida por la audiencia. Este traspié significó un quiebre en la popularidad del dúo Reyes-Di Girolamo. «Al comienzo me enamoré de la historia pero también me desilusionó mucho después. Pensé que no estaba siendo muy feliz». En el mismo año, protagonizó La tempestad (1611), de William Shakespeare, en donde interpretó a Próspero. El dramaturgo Juan Radrigán —Premio Nacional de las Artes Escénicas— reescribió el guion exclusivamente para que lo interpretase Di Girolamo. En la obra compartió créditos con su sobrina, Mariana di Girolamo. La obra fue uno de los grandes éxitos de la temporada en el Centro GAM.
La cineasta Valeria Sarmiento, le ofreció un importante papel de reparto en la serie de época, Casa de Angelis, que le permitió retornar su actividad en Televisión Nacional, —la serie fue estrenada por televisión en 2018—, en la que compartió créditos con Jorge Arecheta. En noviembre de 2016, luego de dos años de un contrato de exclusividad con TVN, se decidió no renovar su contrato al no ser convocada en los próximos proyectos de la cadena. Tras 35 años en televisión, la actriz declaró: «De pronto los canales de televisión caen en cierta decadencia de contenido, han pasado tantos años que me merezco una pausa y esta es la oportunidad para mirar la televisión desde afuera».
En 2017 Di Girolamo, en un breve receso de la televisión, continuó con su tendencia de estrenar en teatro, en enero dirigió Lady Marginal, una obra en homenaje póstumo a Juan Radrigán. Convocó a Tamara Acosta, Catalina Saavedra, Francisca Gavilán, Gabriela Hernández y Silvia Marín, y se presentó en el Centro Cultural de Quilicura ante 1500 espectadores, con gran éxito en todas sus funciones. En junio protagonizó la obra experimental Conejo blanco, conejo rojo, del dramaturgo iraní, Nassim Soleimanpour en CorpArtes. El mismo año, realizó una interpretación en El zoológico de cristal (1944), de Tennessee Williams, encarnando a Amanda Wingfield, una madre que vive de los recuerdos, de épicas fantasías del pasado. Dicha interpretación le valió el aplauso de la crítica e implanta la frase «Levántate y triunfa». Sobre la interpretación de Di Girolamo, el director Álvaro Viguera comentó: «Estoy completamente impresionado lo excelente actriz que es sobre el escenario».
Posteriormente, firmó un nuevo contrato con Televisión Nacional bajo las gestaciones del director ejecutivo de la cadena, Jaime de Aguirre, y protagonizó junto a Antonia Santa María, Dime quién fue (2017), dirigida por Germán Barriga. Di Girolamo interpretó a Adriana Lyon, una profesora universitaria que padece de Alzheimer. La actriz aceptó el papel ya que el personaje que le ofrecieron interpretar cumplía con ciertas características que la sometían a un arduo trabajo de investigación. El periódico La Tercera publicó una entrevista de Di Girolamo titulada «No fue fácil volver a Televisión Nacional» En el día de estreno se llevó el aplauso de la crítica y el reconocimiento en redes sociales por su conmovedora actuación. Agricultura tituló en una de sus páginas: «Di Girolamo una de las más destacadas» Mientras que a través de Twitter, sus colegas manifestaron sus halagos para la actriz. Amaya Forch declaró: «Única, grande y nuestra Claudia Di Girolamo» y Begoña Basauri escribió: «El regalo de volver a ver a una diosa de la actuación».
Luego de ser ampliamente aclamada por sus actuaciones durante el 2017, la cadena Televisión Nacional decidió no renovar el contrato de la actriz. El programa de espectáculos Intrusos de La Red, reveló que la cadena estatal no se encontraba en condiciones de mantener el contrato millonario que recibía Di Girolamo debido a la crisis financiera.
En 2018 regresó rápidamente a la actuación en televisión después de que Pablo Ávila, propietario y presidente de AGTV, le ofreciera el papel antagónico de la comedia La reina de Franklin, protagonizada por Javiera Contador. Acerca de su caracterización, la actriz sostuvo que: «me inspiré en una época, en el cabello de Brigitte Bardot». Estaba orgullosa de su papel y recibió buenas críticas por su caracterización. Las críticas acerca de la producción fueron mediocres y la audiencia obtuvo una respuesta poco entusiasta. Pese a esto, la actriz encontró el éxito en el teatro, dirigió a Amparo Noguera, Néstor Cantillana y Gloria Münchmeyer en la pieza teatral Hedda Gabler, —obra que había protagonizado con gran reconocimiento en 2007— y realizó una presentación en el Centro GAM con críticas positivas y luego, fue estrenada con mayor aclamación en el Teatro Biobío. Acerca de la obra, declaró «El feminismo de Hedda se instala con su inconformismo en un lugar sin nombre. No tiene un gran discurso, pero se resiste a incrustarse en el mundo masculino».
En 2019 el estudio AGTV continuó con su compromiso de resurgir la popularidad de Di Girolamo, luego de ser consultada por el director Cristián Mason, decidió encarnar uno de los roles principales en Río Oscuro de Víctor Carrasco. Di Girolamo declaró que el papel de Concepción Aldunate era muy complejo y desafiante para interpretar. La actriz se caracterizó en una malvada anciana que atormenta a su psicopático hijo —interpretado por Julio Milostich—, que sufre de una adicción a la morfina debido a la esclerosis que padece. Los críticos y la audiencia respondieron positivamente a la caracterización de la actriz y varias de sus frases se hicieron ampliamente conocidas, en particular: «Quiero mi dulce» o «Cerdito», en la cual cada intervención de su parlamento, incluía humillantes insultos hacía su hijo y diversas demostraciones de racismo hacia otros personajes de la serie. El crítico de televisión, Larry Moe, de Las Últimas Noticias, destacó a Di Girolamo como la mejor actriz de la temporada por su papel en Río Oscuro. El sitio Teleseries Chilenas destacó su papel entre las mejores actuaciones de la temporada y sostuvo que «su ya acostumbrada mutación de look, la hacen merecedora de ser destacada, una vez más, por su gran interpretación». El Controversial observó que su papel era «sobresaliente, complejo y digno para que lo interpretase una actriz del tamaño de Di Girolamo».

### Década de 2020

#### Éxito en teatro y en plataformas de streaming
En enero de 2020, Di Girolamo intervino en el monólogo Crimen, junto a Natalia Valdebenito, en el Teatro San Ginés, cuyas ventas se agotaron en tiempo récord. Con su intervención y discurso político sobre el feminismo y el estallido social de octubre de 2019, recibió la aclamación de los asistentes. En el mismo mes, reestrenó la obra Hedda Gabler en el Festival Santiago a Mil, con alta asistencia y recibió críticas mayormente positivas. Colaboró con Fábula y Prime Video en uno de los roles estelares de la serie La Jauría (2020), dirigida por Lucía Puenzo. El 9 de septiembre, protagonizó la obra Caníbal, de su autoría y dirigida por Rodrigo Pérez, a través de streaming por el Teatro La Memoria. La actriz encarnó un papel masculino que cuestiona su rol como agente del Estado en la perversión detrás del ejercicio del poder y ejecución de abuso. Leopoldo Pulgar, de Radio Bío-Bío, declaró que: «su versatilidad de Di Girolamo le permite entregarle un gesto corporal hierático, dureza en fase inexpresiva a la que le suma un tono de voz sordo de rabia contenida de un ser que disfruta del dolor ajeno y la muerte». El 10 de septiembre, protagonizó junto a Paula Zúñiga, La Taguada, dirigida por Luis Barrales, primera producción vía streaming del Teatro UC. Galia Bogolasky, de culturizarte, declaró que la actuación de la actriz es una «interpretación notable».
En enero de 2022, protagonizó Oleaje, de Constanza Thümler y Angelo Olivier, obra basada en el crimen de Marta Ugarte. La obra se presentó en diversas ciudades del país durante todo el 2022 e inicios del 2023. Di Girolamo obtuvo uno de los papeles principales de la segunda temporada de La Jauría de Prime Video. La serie fue elegida por el influyente medio Variety como una de las mejores series de televisión internacional. Protagonizó la serie 42 días en la oscuridad de Netflix y Fábula, basada en el asesinato de Viviana Haeger. En su semana de estreno, escaló en las primeras posiciones del listado de la plataforma de streaming.La serie se acomodó en el séptimo lugar de las series no habladas en inglés más exitosas, acumulando 9,9 millones de horas vistas desde su estreno. Por su interpretación, recibió el reconocimiento iberoamericano bajo una nominación a Mejor actriz principal en los Produ Awards, Premios Platino, y recibió una nominación en la 7.º entrega de los Premios Caleuche en la categoría Mejor actriz principal en series. También obtuvo uno de los papeles principales de la serie policial Cromosoma 21 (2022) de Canal 13, estrenada en 2023 por Netflix. La serie se posicionó como la serie chilena más vista en la plataforma durante el primer semestre del año, con un total de 20 millones 400 mil horas de reproducción.
En octubre de 2022 se confirmó su participación en series de Disney+ y Paramount+ para el 2023.
En agosto de 2024, Claudia Di Girolamo fue convocada por Amazon MGM Studios para asumir el rol de jueza en la semifinal de la ronda de evaluación de la 76.º entrega de los Premios Emmy Internacional, representando a Chile.

## Técnica actoral
Claudia Di Girolamo ha desarrollado una metodología de estudio que ha enriquecido sus habilidades en voz, dialecto, interpretación y caracterización. Su personalidad fuerte y carácter han sido fundamentales en su propio proceso de aprendizaje. Posee una rigurosidad y complejidad al crear y encarnar múltiples personalidades a sus personajes. En televisión, se destaca por protagonizar exitosos dramas históricos y melodramáticos como "La Fiera" y "La Doña", aunque ha alcanzado sus mayores éxitos en dramas románticos donde sus personajes son la columna vertebral de la historia, eclipsando incluso a sus contrapartes masculinas. Su versatilidad para crear e interpretar una amplia gama de roles la ha llevado a destacarse en producciones como "Pampa Ilusión", demostrando su capacidad del transformismo. En teatro, Di Girolamo ha elegido roles que exploran complejidades y dramatismos profundos, basándose en el estudio de obras literarias y tragedias griegas. Sus personajes son reconocidos por su intensidad interpretativa y carácter poderoso, encarnando mujeres de carácter desafiante y a menudo trágico, como en "El vicio absurdo", "Fedra", "Medea", "Psicosis 4:48" y "Hedda Gabler". Además, ha explorado el transformismo interpretando roles masculinos fuertes y complejos en obras como "Orlando" y "La tempestad".
Muchos coinciden en que Di Girolamo no es una actriz instintiva. Prefiere estudiar cuidadosamente el texto y el personaje de antemano, asegurándose de conocerlos completamente, y luego ensaya repetidamente hasta perfeccionarlos, filmando solo una toma de cada escena. Su genuina pasión por la industria la lleva a comprometerse intensamente con cada rol, insistiendo en adquirir las habilidades necesarias y realizar sus propias acrobacias. Es conocida no solo por dominar sus propias líneas sino también las de sus compañeros de reparto. Di Girolamo se involucra activamente en la producción de cada una de las telenovelas en las que protagoniza, ofreciendo sugerencias y expresando su opinión sobre todos los aspectos, desde el elenco hasta las interpretaciones.

### Recepción
Al comentar sobre su entusiasmo, Carlos Leppe dijo: «No tiene edad y esa atemporalidad es propia de las buenas actrices. Es inteligente, es una gran ordenada y tiene una belleza con carácter, muy del cine europeo. Cuando entra al set dan ganas de quedarse mirándola». Por otro lado, Néstor Cantillana dijo: «Siempre se sabe el guion y no tiene camarín especial, trabaja heavy, más que muchos de nosotros (reparto). Es de las que llega tres horas antes de la obra o al set de televisión. Su talento no podría conformarse con eso, pero siempre está trabajando. No sólo investiga en relación con su personaje, sino que hace siempre un aporte al resto. En términos mediáticos es la mujer que la lleva de su generación de actrices. Es inteligente y fascinante». En 1999, fue dirigida por Rodrigo Pérez en Fedra, y este declaró: «Es insoportable inteligente, se sabía hasta quién era el tatarabuelo de la Fedra. Tiene una caligrafía corporal maravillosa»
Durante mediados de década del 2000, los medios de comunicación y espectáculos comenzaron a compararla con Carolina Arregui, formando una inminente rivalidad televisiva. El director de televisión, Óscar Rodríguez, se refirió a la técnica entre ambas actrices. «Claudia es una actriz integral, se mueve muy bien en las telenovelas, en teatro y también en cine. En el caso de Carolina, su carrera está más enfocada a la televisión, las telenovelas. En la Claudia advierto una rigurosidad muy fuerte, las veces que me ha tocado dirigirla me llama la atención cómo construye sus personajes, desde las bases hacia arriba, matizando mucho, eso encanta a cualquier director, trabaja en varios planos. Carolina trabaja más desde la intuición». Por otra parte, Francisco Melo declaró en 2016: «Claudia es de un nivel de disciplina y rigor que te obliga estar atento. Es realmente emocionante verla trabajar, uno puede decir, es una diva, pero es la diva que siempre va estar antes y sabiéndose todos los textos. Es muy exigente con ella y con el resto».

## Influencias
La carrera teatral de Claudia Di Girolamo se distingue por haber encarnado roles creados por autores de alto calibre intelectual, como Virginia Woolf, Sarah Kane, Samuel Beckett, David Mamet, Harold Pinter, Henrik Ibsen, Antón Chéjov, Jean Racine y Juan Radrigán. Cada uno de estos dramaturgos ha explorado temáticas universales y personajes multidimensionales, lo que requiere de Di Girolamo una profunda asimilación del texto y una habilidad excepcional para comunicar emociones y complejidades psicológicas sobre el escenario. Las obras en las que ha participado desafían las estructuras sociales y políticas de su tiempo. Ha pasado la mayor parte de su carrera teatral interpretando personajes femeninos de gran carácter y suicidas sobre la escena, como Hedda Gabler, Fedra, Medea, Sarah Kane y Virginia Woolf. Para la actriz, ha sido fundamental interpretar mujeres de fuerte carácter como parte de su proceso de adquisición de conocimiento y método en el desarrollo y montaje de obras teatrales. Según declaró la actriz, estos roles reflejan una profunda incomodidad con el mundo femenino. Di Girolamo no solo ha interpretado estos personajes, sino que ha logrado capturar la esencia de cada uno, destacándose por su capacidad para navegar a través de las complejidades emocionales y los conflictos internos que caracterizan estas obras. Su talento interpretativo le ha permitido conectar de manera auténtica con el público, convirtiendo cada representación en una experiencia teatral poderosa y memorable. Su enfoque crítico y provocativo ha inspirado a generaciones de dramaturgos comprometidos con el cambio social a través del arte.
En 1996, debutó como autora y directora con "La visita", una obra que exploraba el desgarrado vínculo entre dos hermanas. Para realizar este proyecto, Di Girolamo ahorró dinero, dejó de participar en telenovelas durante ese año, se encerró para escribir el guion, arrendó una sierra eléctrica para la escenografía y se levantaba todos los días a las seis de la mañana con una determinación implacable. A pesar de recibir críticas negativas, ella declaró: "No es un tema que me inquiete. Todo lo contrario. Me dieron ganas de seguir investigando sobre los lazos de la sangre".

## Filmografía

### Cine
| Año  | Título                   | Papel(es)          | Director            | Ref.    |
| ---- | ------------------------ | ------------------ | ------------------- | ------- |
| 1977 | Mutis                    | Mutis              | Benjamín Galemiri   |         |
| 1990 | Dos mujeres en la ciudad | Valeria Vergara    | Claudio Di Girolamo | [ 198 ] |
| 1991 | Amelia Lopes O'Neill     | Sofía              | Valeria Sarmiento   |         |
| 1996 | Mi último hombre         | Florencia          | Tatiana Gaviola     | [ 199 ] |
| 2007 | Radio Corazón            | Sandra Errázuriz   | Roberto Artiagoitia | [ 200 ] |
| 2008 | Paz                      | Marta de Almendros | Ricardo Varas       |         |
| 2008 | Secretos                 | Amelia Rodríguez   | Valeria Sarmiento   | [ 201 ] |
| 2009 | Post Mortem              | Marta Puelma       | Pablo Larraín       | [ 202 ] |
| 2024 | El Fantasma              | Paula              | Martín Duplaquet    | [ 203 ] |

### Televisión
| Año  | Título                  | Papel(es)                          | Notas                                                                | Director                   |
| ---- | ----------------------- | ---------------------------------- | -------------------------------------------------------------------- | -------------------------- |
| 1979 | Martín Rivas            | Matilde Elías                      | Reparto principal; 6 episodios                                       | Sergio Riesenberg          |
| 1981 | La madrastra            | Luna San Lucas                     | Reparto principal; 75 episodios                                      | Óscar Rodríguez Gingins    |
| 1982 | Una familia feliz       | Javiera Altamira                   | Protagonista; 12 episodios                                           | Regis Bartizzaghi          |
| 1982 | Alguien por quien vivir | Karin Sonnenberg                   | Reparto principal; 117 episodios                                     | Óscar Rodríguez Gingins    |
| 1983 | La noche del cobarde    | María Constanza Chaparro           | Reparto principal; 102 episodios                                     | Óscar Rodríguez Gingins    |
| 1984 | Los títeres             | Artemisa Mykonos                   | Protagonista; 110 episodios                                          | Óscar Rodríguez Gingins    |
| 1985 | Matrimonio de papel     | Carmen Pérez                       | Reparto principal; 50 episodios                                      | Óscar Rodríguez Gingins    |
| 1986 | Ángel malo              | Lía Lozano                         | Antagonista; 101 episodios                                           | Óscar Rodríguez Gingins    |
| 1986 | Secreto de familia      | Xenia Kadić                        | Protagonista; 92 episodios                                           | Cristián Mason             |
| 1987 | La Invitación           | Consuelo Vilar                     | Protagonista; 40 episodios                                           | Óscar Rodríguez Gingins    |
| 1990 | ¿Te conté?              | Sabrina Mardones                   | Protagonista; 110 episodios                                          | Óscar Rodríguez Gingins    |
| 1991 | Volver a empezar        | Valentina Urmeneta                 | Protagonista; 110 episodios                                          | Vicente Sabatini           |
| 1992 | Trampas y caretas       | Mariana Ríos                       | Protagonista; 105 episodios                                          | Vicente Sabatini           |
| 1993 | Jaque mate              | Isabella Quesney                   | Antagonista; 95 episodios                                            | Vicente Sabatini           |
| 1994 | Rompe corazón           | Patricia Sierra                    | Antagonista; 98 episodios                                            | Vicente Sabatini           |
| 1995 | Estúpido cupido         | Angélica Lazcano                   | Protagonista; 112 episodios                                          | Vicente Sabatini           |
| 1996 | Sucupira, la comedia    | Sara Lineros / Amanda Guido        | Episodio; La escritora prohibida                                     | Vicente Sabatini           |
| 1997 | Oro verde               | Natalia Sotomayor                  | Antagonista; 104 episodios                                           | Vicente Sabatini           |
| 1998 | Iorana                  | Josefa Soublette                   | Protagonista; 103 episodios                                          | Vicente Sabatini           |
| 1999 | La Fiera                | Catalina Chamorro                  | Protagonista; 106 episodios                                          | Vicente Sabatini           |
| 2000 | Romané                  | Jovanka Antich                     | Protagonista; 115 episodios                                          | Vicente Sabatini           |
| 2001 | Pampa Ilusión           | Inés Clark / Florencio Aguirre     | Protagonista; 114 episodios                                          | Vicente Sabatini           |
| 2002 | El circo de las Montini | Olga II Montini                    | Protagonista; 125 episodios                                          | Vicente Sabatini           |
| 2003 | Puertas Adentro         | Erika Sandoval                     | Protagonista; 112 episodios                                          | Vicente Sabatini           |
| 2004 | Los Pincheira           | Marwa Abu Kassem                   | Protagonista; 127 episodios                                          | Vicente Sabatini           |
| 2005 | Ídolos                  | Isabel Segovia                     | Protagonista; 84 episodios                                           | Óscar Rodríguez Gingins    |
| 2006 | Cómplices               | Soledad Méndez                     | Protagonista; 155 episodios                                          | Patricio González Kuhlmann |
| 2007 | Cárcel de Mujeres       | Camila Prado                       | T1. Protagonista; 7 episodios. Producida por TVN y Promocine         | Nicolás Acuña              |
| 2008 | Viuda Alegre            | Beatriz Sarmiento                  | Protagonista; 123 episodios                                          | Patricio González Kuhlmann |
| 2009 | Los Exitosos Pells      | Franca Andrade                     | Antagonista; 142 episodios                                           | Germán Barriga             |
| 2010 | Conde Vrolok            | Elena Medrano / Teresa Salvatierra | Antagonista; 104 episodios                                           | Víctor Huerta González     |
| 2011 | Prófugos                | Kika Ferragut                      | T1-T2. Protagonista; 10 episodios. Producida por HBO y Fábula        | Pablo Larraín              |
| 2011 | La Doña                 | Catalina de los Ríos y Lisperguer  | Protagonista; 92 episodios                                           | Vicente Sabatini           |
| 2012 | La Sexóloga             | Olivia Pamplona                    | Protagonista; 90 episodios                                           | Vicente Sabatini           |
| 2013 | Graduados               | Cristina Arlegui                   | 3 episodios. Producida por Chilevisión                               | Mauricio Bustos            |
| 2014 | Las Dos Carolinas       | Sofía Parker                       | Protagonista; 136 episodios                                          | Vicente Sabatini           |
| 2015 | Matriarcas              | Diana Nazer                        | Protagonista; 141 episodios                                          | Ítalo Galleani             |
| 2016 | Casa de Angelis         | Carlota Saldías / Madama Carla     | 5 episodios. Producida por TVN y Suricato                            | Valeria Sarmiento          |
| 2017 | Dime quién fue          | Adriana Lyon                       | Protagonista; 94 episodios                                           | Germán Barriga             |
| 2018 | La reina de Franklin    | Julia Tocornal                     | Antagonista; 95 episodios. Producida por Canal 13 y AGTV             | Diego Rougier              |
| 2019 | Río oscuro              | Concepción Aldunate                | Antagonista; 94 episodios. Producida por Canal 13 y AGTV             | Cristián Mason             |
| 2020 | La Jauría               | Francisca Izquierdo                | T1-T2. Antagonista; 13 episodios. Producida por Prime Video y Fábula | Lucía Puenzo               |
| 2022 | 42 días en la oscuridad | Cecilia Montes                     | Protagonista; 6 episodios. Producida por Netflix y Fábula            | Claudia Huaiquimilla       |
| 2023 | Cromosoma 21            | Sofía Lombardi                     | Protagonista; 8 episodios. Producida por Netflix y Canal 13          | Matías Venables            |
| 2023 | Dime con quién andas    | Mireya Soto                        | Antagonista; 120 episodios. Producida por Paramount+ y Rio Estudios  | Mauro Scandolari           |
| 2025 | Llévame al cielo        |                                    | Producida por Disney+ y Fábula                                       | Pepa San Martín            |

### Audioseries
| Año  | Título                   | Director                    | Dramaturgia                 | Papel(es)                     | Ref.    |
| ---- | ------------------------ | --------------------------- | --------------------------- | ----------------------------- | ------- |
| 2022 | Hamlet sonoro            | Néstor Cantillana           | Raúl Zurita                 | Gertrudis, reina de Dinamarca | [ 214 ] |
| 2025 | La casa de Bernarda Alba | como directora y dramaturga | como directora y dramaturga | como directora y dramaturga   | [ 215 ] |

## Teatro

### Obras
- 1975: La casa de Bernarda Alba como Martirio (de Federico García Lorca; dirigida por Liliana Ross). Estrenada en Teatro Nacional.
- 1976: Educación seximental (de Carlos Alberto Cornejo; dirigida por Enrique Noisvander). Estrenada en Teatro Mistral.
- 1979: Loyola, Loyola (de Julio Bravo; dirigida por Cristián García-Huidobro). Estrenada en Sala La Comedia.
- 1979: Gol, gol, autogol (escrita y dirigida por Cristián García-Huidobro). Estrenada en Galpón Los Leones.
- 1980: Cero a la izquierda como Libertad M. Donovan (escrita y dirigida por Gustavo Meza). Estrenada en Sala Camilo Henríquez.
- 1981: Tejado de vidrio (de David Benavente; dirigida por Jaime Vadell). Estrenada en Sala Camilo Henríquez.
- 1982: Salomé como Salomé (de Oscar Wilde)
- 1983: La última edición como Sandra (de Jorge Marchant; dirigida por Fernando González). Estrenada en Sala Camilo Henríquez.
- 1987: Un día muy particular como Antonieta Tiberio (de Ettore Scola; dirigida por Delfina Guzmán). Estrenada en Teatro Ictus.
- 1990: Locos de amor como May (de Sam Shepard; dirigida por Andrés Rillón)
- 1992: El rey Lear como Cordelia (de William Shakespeare y traducida por Nicanor Parra; dirigida por Alfredo Castro). Estrenada en Teatro UC.
- 1993: El vicio absurdo como Virginia Woolf (de Virginia Woolf; dirigida por Rodrigo Pérez). Estrenada en Sala Cuatro.
- 1994: El malentendido como María (de Albert Camus; dirigida por Rodrigo Pérez). Estrenada en Sala Cuatro.
- 1995: La catedral de la luz como Emilia Tocopilla (de Pablo Álvarez; dirigida por Alfredo Castro). Estrenada en Teatro Nacional.
- 1996: La visita (escrita y dirigida por Ella misma).
- 1997: Akenatón como Tiyi (de Michel Azama; dirigida por Carola Oyarzún). Estrenada en Teatro UC.
- 1998: Madame de Sade como Renée (de Yukio Mishima; dirigida por Rodrigo Pérez). Estrenada en Teatro UC.
- 1999: Fedra como Fedra (de Jean Racine; dirigida por Rodrigo Pérez). Estrenada en Teatro Nacional.
- 2000: La herencia como La madre (de Bernard-Marie Koltès; dirigida por Víctor Carrasco). Estrenada en Teatro Huemul.
- 2001: Medea como Medea (de Eurípides; dirigida por Rodrigo Pérez). Estrenada en Teatro Nacional.
- 2003: El hijo como La madre (de Jon Fosse; dirigida por Víctor Carrasco). Estrenada en Teatro San Ginés.
- 2004: Psicosis 4:48 como Sarah Kane (de Sarah Kane; dirigida por Alfredo Castro). Estrenada en Teatro La Memoria.
- 2006: Roberto Zucco como Hermana Zucco (de Bernard-Marie Koltès; dirigida por Víctor Carrasco). Estrenada en Teatro Nacional.
- 2006: La prueba de lo contrario (de Oliver Chiacciari; dirigida por Ella misma). Estrenada en Goethe Institut.
- 2007: Hedda Gabler como Hedda Gabler (de Henrik Ibsen; dirigida por Víctor Carrasco). Estrenada en Matucana 100.
- 2007: La fiesta como Madre (dirigida por Héctor Noguera). Estrenada en Goethe Institut.
- 2007: La cuidadora (de Laura Forti; dirigida por Ella misma). Estrenada en Goethe Institut.
- 2008: Las brutas como Justo Quispe (de Juan Radrigán; dirigida por Rodrigo Pérez). Estrenada en Teatro La Memoria.
- 2009: Orlando como Orlando (de Virginia Woolf; dirigida por Víctor Carrasco). Estrenada en Teatro Mori.
- 2011: Amledi el tonto como Reina madre (escrita y dirigida por Raúl Ruiz). Estrenada en Festival Santiago a Mil.
- 2011: Casa de muñecas como Cristina (de Henrik Ibsen; dirigida por Alfredo Castro). Estrenada en Teatro La Memoria.
- 2011: Soy tumba (escrita y dirigida por Ella misma, basada en Samuel Beckett). Estrenada en Teatro del Puente
- 2012: El mar en la muralla como Rebeca (de Luis Alberto Heiremans; dirigida por Antonio Campos). Estrenada en Teatro Mori.
- 2013: Trovarsi como Claudia (de Luigi Pirandello; dirigida por Aliocha de la Sotta). Estrenada en Centro GAM.
- 2013: Mina antipersonal (escrita y dirigida por Ella misma, basada en Antón Chéjov). Estrenada en Matucana 100.
- 2013: La anarquista (de David Mamet; dirigida por Ella misma). Estrenada en Teatro UC.
- 2013: Aquí están (escrita por Ella misma; dirigida por Rodrigo Pérez). Estrenada en Museo de la Memoria y los Derechos Humanos.
- 2014: El montacargas (de Harold Pinter; dirigida por Ella misma). Estrenada en Centro GAM.
- 2015: La tempestad como Próspero (de Juan Radrigán, basado en William Shakespeare; dirigida por Rodrigo Pérez). Estrenada por Centro GAM.
- 2017: El zoológico de cristal como Amanda Wingfield (de Tennessee Williams: dirigida por Álvaro Viguera). Estrenada por Teatro Mori.
- 2017: Lady Marginal (escrita y dirigida por Ella misma). Estrenada en Teatro Juan Radrigán.
- 2017: Conejo blanco, conejo rojo (de Nassim Soleimanpour). Estrenada en CorpArtes.
- 2018: Hedda Gabler (de Henrik Ibsen; dirigida por Ella misma). Estrenada en Centro GAM.
- 2020: La taguada como ¿? (de Andrés Moreno; dirigida por Luis Barrales). Estrenada en Teatro UC.
- 2020: Caníbal como Caníbal (de Ella misma; dirigida por Rodrigo Pérez). Estrenada en Teatro La Memoria.
- 2021: El rey Lear como Cordelia (de William Shakespeare; dirigida por Alfredo Castro). Estrenada en Teatro UC.
- 2021: La tempestad como Próspero (de William Shakespeare; dirigida por Rodrigo Pérez). Estrenada por Teatro La Memoria.
- 2022: Las brutas como Justo Quispe (de Juan Radrigán; dirigida por Rodrigo Pérez). Estrenada en Teatro Juan Radrigán.
- 2022: No hay derecho (escrita y dirigida por Ella misma). Estrenada en Centro GAM.
- 2022: Hamlet sonoro como Gertrudis, reina de Dinamarca (de William Shakespeare, adaptado por Raúl Zurita; dirigida por Néstor Cantillana)
- 2022: Oleaje como Marta Ugarte (de Rodrigo Morales; dirigida por Constanza Thümler). Estrenada en Matucana 100.
- 2022: Plaza Pública (de Robert Brustein; dirigida por Ella misma). Estrenada en Sala Negra.
- 2023: Hablan como Isabel I, reina de Inglaterra (de Leyla Selman; dirigida por Rodrigo Pérez). Estrenada en Teatro La Memoria.
- 2023: Nadie (de Flavia Radrigán; dirigida por Ella misma). Estrenada en UNIACC.
- 2023: Naufragio (escrita y dirigida por Ella misma). Estrenada en UNIACC.
- 2025: El sacrificio (escrita y dirigida por Ella misma). Estrenada en Teatro Vanidades.
- 2025: El rey Lear (de William Shakespeare; dirigida por Marcos Guzmán). Estrenada en Teatro de la Universidad Mayor.
- 2025: Vieja loca (escrita y dirigida por Blanca Lewin). Estrenada en Universidad Finis Terrae.

## Vida personal e imagen pública

### Relaciones sentimentales
Contrajo su primer matrimonio en 1977 con Ismael Frigerio Ibar; artista visual. Ambos son padres de Raffaella Di Girolamo (n. 1978); psicóloga clínica. El matrimonio se anuló en 1978.
Luego, contrajo matrimonio en segundas nupcias en 1984 con el actor Cristián Campos Sallato en la Iglesia de Los Dominicos en Santiago. La pareja se conoció en el set de rodaje de La madrastra en 1980. Ambos son padres de Antonio Campos Di Girolamo (n. 1985); actor y director de teatro, y de Pedro Campos Di Girolamo (n. 1988), también actor. El matrimonio residió entre Vitacura y Peñalolén, e incluso viajaron a Estados Unidos y Europa, y gozó de un importante auge comercial y popular durante la década de 1980 en Canal 13. La pareja se separó en 1996, tras quince años del inicio y doce años de matrimonio.
Su actual pareja desde 1996 es Vicente Sabatini, exitoso director y productor de televisión chilena. «Vicente ha sido un gran maestro para mí, y hablamos mucho de televisión, de lo que ha hecho, de lo que he hecho, de lo que hemos hecho, de lo que nos gustaría hacer y de lo que soñamos, haciendo juicios tremendos de pronto, y todo eso es muy entretenido. La televisión es un lugar extremadamente importante de nuestro diario vivir, todo gira en torno a la televisión, es un pulso de nuestra identidad muy importante y eso psicológicamente es digno de estudio”», declaró la actriz.

### Imagen pública y carácter
Di Girolamo, es conocida por resguardar ferozmente su privacidad, sin embargo nunca se ha negado de dar entrevistas o charlas a sus seguidores durante gran parte de su carrera. De esta forma, se distanció de la forma de vida tradicional de la celebridad y se desinteresó del ámbito social al que veía como tedioso y superficial. Utiliza ropa casual que va fuertemente contra las convenciones del glamour. A pesar de su celo por la privacidad, disfrutó de su fama y reconocimiento en la década de 1980 y 1990 con su matrimonio junto a Cristián Campos y como rostro exclusivo de retail. La incesante energía y entusiasmo de Di Girolamo por hacer telenovelas la han convertido de poseer un amplio registro de decisión en el desarrollo de sus personajes, mientras que su decidida independencia la han convirtió en la clave para su estatus de celebridad. Si bien tiene relaciones intensas con actores durante algún rodaje o puesta en escena, dependiendo de épocas y circunstancias, en 2000 declaró no tener amigos. A comienzos de 1990, se integró en un círculo de personalidades de ideología similar a la suya que, con el fin de la dictadura militar, prestó cada vez más atención a las cuestiones políticas y se mostró crítica con la política imperante. Durante su vida adulta, ha mantenido relaciones laborales destacadas con algunos de sus colegas. Solo con algunos de ellos se le ha visto estableciendo un cierto grado de amistad, principalmente con personas del ámbito teatral y de alto nivel intelectual-político, como Alfredo Castro, Rodrigo Pérez Müffeler y Víctor Carrasco.
En 2008 Di Girolamo confesó ser, especialmente al comienzo de su vida, una «persona desconfiada» afectada por la realidad política que se vivía en la década de 1970, y que con el paso del tiempo, comenzó a ser una mujer libre. «empecé a vivir a los 30 años». La actriz ha mantenido una actitud delicada, pero no suave, muy por el contrario, con su aura como de musa renacentista, es enérgica y frontal. Quizás por lo mismo, ha alimentado la fama de ser una diva en el mundo del teatro y la televisión chilena. Cuando se le preguntó acerca de su divismo Di Girolamo dijo en una entrevista: «yo no me siento identificada con esa imagen, no soy una persona cercana. Pero me he esforzado por serlo con las personas que me interesan». Di Girolamo ha sido frecuentemente calificada como una perfeccionista que puede llegar a ser muy tediosa y a menudo se hicieron públicos sus preferencias en la elección de actores con formación de teatro en los estudios de televisión.
En marzo de 2024 la Fundación para la Confianza en representación de su hija Raffaella presentó una querella contra Cristián Campos por presunto abuso sexual infantil. El 10 de julio de 2024 se hicieron públicos los hechos por los que se denunció a Campos ante en el 34° Juzgado del Crimen de Santiago. Entre los testigos se encuentra la actriz, junto a sus hijos Antonio y Pedro, y Vicente Sabatini.

### Pensamiento político
Para Di Girolamo la política ha sido parte fundamental en el proceso de desarrollo como mujer y profesional. Durante su crianza fue alertada por sus padres para que ejerciera la libertad de expresión, a pensar y debatir sobre cualquier tema que quisiera, incluso político. Las discusiones de sobremesa en su casa eran teóricas, ideológicas y la exigencia era suprema: «había que ser santo o artista, y en lo posible genio», declaró la actriz. Cuando era niña, Di Girolamo participó junto a su padre, en varias manifestaciones a favor de la Unidad Popular (UP), que apoyaba al candidato a la presidencia de Chile, Salvador Allende. «Tuve una actividad súper intensa durante la Unidad Popular, mi adolescencia fue muy intensa y comprometida en esa época con el legado de Salvador Allende», declaró.
En este período, Di Girolamo se involucró prematuramente al proceso social y político de su país. «A pesar de que yo era una adolescente, había vivido intensamente ese período haciendo trabajos comunitarios, o sea, yo era parte de esa explosión, en la que se podía participar y opinar, donde todos éramos iguales y donde había libertad para ejercer lo que uno era». Después del término de la dictadura, la actriz tenía más de treinta años con tres hijos y una vida armada. En la reconstrucción de la democracia, colaboró intensamente en las campañas presidenciales de Patricio Aylwin (1990), Eduardo Frei (1993 y 2009), Ricardo Lagos (1999), en los dos períodos de Michelle Bachelet (2005 y 2013). Paula Narváez y Gabriel Boric (ambas en 2021). En 2019 colaboró junto a otros artistas y líderes sociales, en una propuesta de Asamblea Constituyente para la elaboración de una nueva Constitución Política, ante la grave crisis social y violación de los derechos humanos en el gobierno de Sebastián Piñera.

### Activismo
Di Girolamo es una activista de los derechos LGBT y tiene una visión a favor al Matrimonio entre personas del mismo sexo. Participó activamente junto a su familia en la campaña audiovisual Amor es amor, de Movilh, por la igualdad social y legal. Además, participó en un evento de caridad para recaudar dinero para la familia de Daniel Zamudio. En 2016, Di Girolamo junto a Fundación Teatro a Mil dirigieron Radrigán Homenaje en el Teatro Nescafé de las Artes en homenaje al dramaturgo para recaudar fondos ante su crítico estado de salud.

## Premios y nominaciones
| Premio                                            | Año  | Categoría                                         | Producción              | Resultado |
| ------------------------------------------------- | ---- | ------------------------------------------------- | ----------------------- | --------- |
| Premios Asociación de Periodistas de Espectáculos | 1993 | Mejor actriz de teatro                            | El vicio absurdo        | Nominada  |
| Premios Asociación de Periodistas de Espectáculos | 1995 | Mejor actriz de televisión                        | Estúpido cupido         | Nominada  |
| Premios Asociación de Periodistas de Espectáculos | 1999 | Mejor actriz de televisión                        | La Fiera                | Ganadora  |
| Premios Asociación de Periodistas de Espectáculos | 2000 | Mejor actriz de televisión                        | Romané                  | Nominada  |
| Premios Asociación de Periodistas de Espectáculos | 2001 | Mejor actriz de televisión                        | Pampa Ilusión           | Nominada  |
| Premios Asociación de Periodistas de Espectáculos | 2004 | Mejor actriz de televisión                        | Los Pincheira           | Nominada  |
| Premios Asociación de Periodistas de Espectáculos | 2008 | Mejor actriz de televisión                        | Viuda Alegre            | Ganadora  |
| TV Grama                                          | 1995 | Mejor actriz                                      | Estúpido cupido         | Ganadora  |
| TV Grama                                          | 1999 | Mejor actriz                                      | La Fiera                | Ganadora  |
| TV Grama                                          | 2000 | Mejor actriz                                      | Romané                  | Ganadora  |
| TV Grama                                          | 2001 | Mejor actriz                                      | Pampa Ilusión           | Nominada  |
| TV Grama                                          | 2002 | Mejor actriz                                      | El circo de las Montini | Ganadora  |
| TV Grama                                          | 2003 | Mejor actriz                                      | Puertas Adentro         | Nominada  |
| TV Grama                                          | 2006 | Mejor actriz                                      | Cómplices               | Ganadora  |
| Premio Altazor de las Artes Nacionales            | 2001 | Mejor actriz de televisión                        | Romané                  | Nominada  |
| Premio Altazor de las Artes Nacionales            | 2002 | Mejor actriz de televisión                        | Pampa Ilusión           | Nominada  |
| Premio Altazor de las Artes Nacionales            | 2005 | Mejor actriz de teatro                            | Psicosis 4:48           | Nominada  |
| Premio Altazor de las Artes Nacionales            | 2005 | Mejor actriz de televisión                        | Los Pincheira           | Nominada  |
| Premio Altazor de las Artes Nacionales            | 2005 | Mejor actriz de televisión                        | Ídolos                  | Nominada  |
| Premio Altazor de las Artes Nacionales            | 2007 | Mejor actriz de televisión                        | Cómplices               | Nominada  |
| Premio Altazor de las Artes Nacionales            | 2013 | Mejor actriz de teatro                            | El mar en la muralla    | Nominada  |
| Copihue de Oro                                    | 2006 | Mejor actriz de televisión                        | Cómplices               | Ganadora  |
| Copihue de Oro                                    | 2011 | Mejor actriz de televisión                        | La Doña                 | Nominada  |
| Copihue de Oro                                    | 2012 | Mejor actriz de televisión                        | La Sexóloga             | Nominada  |
| Premios Fotech                                    | 2006 | Mejor actriz principal en teleseries              | Cómplices               | Nominada  |
| Premios Fotech                                    | 2008 | Mejor actriz principal en teleseries              | Viuda Alegre            | Nominada  |
| Premios Fotech                                    | 2011 | Mejor actriz principal en teleseries              | La Doña                 | Ganadora  |
| Premios Fotech                                    | 2017 | Mejor actriz principal en teleseries              | Dime quién fue          | Nominada  |
| Festival de Televisión de Montecarlo              | 2011 | Mejor actriz principal en drama                   | Prófugos                | Nominada  |
| Premios Caleuche                                  | 2019 | Mejor actriz de soporte en teleseries             | Río Oscuro              | Nominada  |
| Premios Caleuche                                  | 2023 | Mejor actriz protagónica en series y/o miniseries | 42 días en la oscuridad | Pendiente |
| Premios Marés                                     | 2019 | Mejor actriz en drama                             | Río Oscuro              | Ganadora  |
| Premios Marés                                     | 2022 | Mejor actriz en drama                             | 42 días en la oscuridad | Ganadora  |
| Premios Marés                                     | 2021 | Mejor actriz de soporte en drama                  | La jauría               | Ganadora  |
| Premios Estrella                                  | 2021 | Mejor interpretación antagónica femenina          | La jauría               | Ganadora  |
| Produ Awards                                      | 2022 | Mejor actriz principal en serie dramática         | 42 días en la oscuridad | Nominada  |
| TSS Awards                                        | 2022 | Mejor actriz                                      | 42 días en la oscuridad | Ganadora  |
| ForoNovelas                                       | 2022 | Mejor actriz                                      | 42 días en la oscuridad | Ganadora  |

## Reconocimientos
- Elegida por encuestas públicas de Fundación Futuro como la mejor actriz de televisión entre los años 1999, 2000, 2001, 2002, 2003, 2004, 2006, 2008 y 2009.
- 2000: Elegida por especialistas y críticos de televisión como una de las mujeres más poderosas de la televisión chilena.
- 2006: Elegida por encuesta pública de Chile Elige como la Mejor actriz chilena de todos los tiempos.
- 2007: La Revista Wikén en conjunto con el Consejo Nacional de Televisión de Chile y las principales cadenas de televisión —TVN, Canal 13, Mega y Chilevisión— y los diarios del país —El Mercurio y La Segunda—, la eligieron como la Mejor Actriz de televisión en los primeros cincuenta años de la televisión en Chile.
- Elegida por Estudios Media Rostros como una de las actrices más relevantes de la televisión en los años; 2009, 2011, 2012, 2017, 2018.
- 2014: El Centro de Estudios de Universidad UNIACC la eligió como la mejor actriz de la historia del cine chileno.
- 2017: La encuesta pública Wikén-GfK Adimark la posicionó como la segunda mejor actriz evaluada.
- 2018: La encuesta pública Cadem la posicionó como una de las 50 mujeres más influyentes de Chile.

## Distinciones
- 2004: Distinción Premio Edward W. Said por la Fundación Palestina Belén 2000.
- 2005: La Federación de Mujeres para la Paz Mundial la condecoró por su labor en la cultura y artes de Chile.
- 2012: Trofeo Honorífico por la Municipalidad de Renca en conmemoración a los 118 años de la comuna.
- 2013: Galardón Mujeres del siglo XXI por la Universidad del Pacífico.

## Homenajes
- Libro Memoria emotiva. Actrices chilenas, de Catherine Mazoyer. Publicado el 30 de agosto de 2016.
- Revista 40 años de revistas, de Verónica López. Publicado el 23 de febrero de 2019.
- Libro Chilenas Rebeldes, de María José Cumplido. Publicado el 28 de septiembre de 2019.